# بلفيدير سبينيلو
بلفيدير سبينيلو هي بلدية ومدينة مقاطعة كروتوني، في قلورية ، جنوب إيطاليا. تاريخيا كانت مستوطنة من قبل اقلية الاربيريشي، التي تم الاعتراف بها في وقتنا الحاضر.  كانتا قريتين منفصلتين، وتم الإقرار بتوحيدهما في بلدية واحدة عام 1863.

## توأمة المدن
- رو، إيطاليا منذ 2014
- إردينغ، ألمانيا منذ 2014